# Сызги
Сызги — деревня в Красноуфимском округе Свердловской области. Входит в состав Сызгинского сельского совета.

## История
Деревня является старейшим поселением округа, основанным в середине XVII века башкирами рода сызгы ещё до строительства Красноуфимской крепости. Впервые упоминается в 1760 году. Находилась в составе Сызгинской волости Сибирской дороги. Позднее вошла в состав Красноуфимского уезда Пермской губернии, с 1919 года в составе Кущинского кантона (с 1922 года — Месягутовского кантона) Башкирской АССР. В 1923 году передан в состав Екатеринбургской губернии.
Жителями села Сызги были основаны сёла Озерки и Усть-Бугалыш.

## География
Населённый пункт расположен на обоих берегах реки Юва, притоке Уфы, в 1,5 км от её устья, при впадении в неё ручья Калинкин Лог. Находится в 20 километрах на юго-юго-восток от административного центра округа — города Красноуфимск. 

### Часовой пояс
Сызги как и вся Свердловская область, находится в часовой зоне МСК+2. Смещение применяемого времени относительно UTC составляет +5:00.

## Население
В 1834 году в селе проживало 235 башкир и 40 тептярей, в 1859 году — 410 башкир и 46 тептярей, 1863 году — 410 башкир 46 тептярей.
В 1920 году в 187 дворах проживало 1086 человека, в том числе в 156 дворах — 936 башкир, в 28 дворах — 136 татар, в 2 дворах — 8 тептярей, в 1 дворе — русские.
| 1834 | 1869 | 1909 | 1920 | 1928 |
| ---- | ---- | ---- | ---- | ---- |
| 244  | 439  | 901  | 1086 | 582  |

| 2002 | 2010 | 2021 |
| ---- | ---- | ---- |
| 553  | ↘502 | ↘434 |

## Улицы
Деревня разделена на 15 улиц.

## Известные уроженцы и жители
- Кичубаев, Мухит Ахрарович — актёр, Народный артист Татарской АССР.